# Charaxes agabo
Charaxes agabo är en fjärilsart som beskrevs av William Lucas Distant 1879. Charaxes agabo ingår i släktet Charaxes och familjen praktfjärilar. Inga underarter finns listade i Catalogue of Life.